# 曽於市思いやりタクシー
曽於市思いやりタクシー（そおしおもいやりタクシー）とは、鹿児島県曽於市にて運行している、乗合タクシーである。

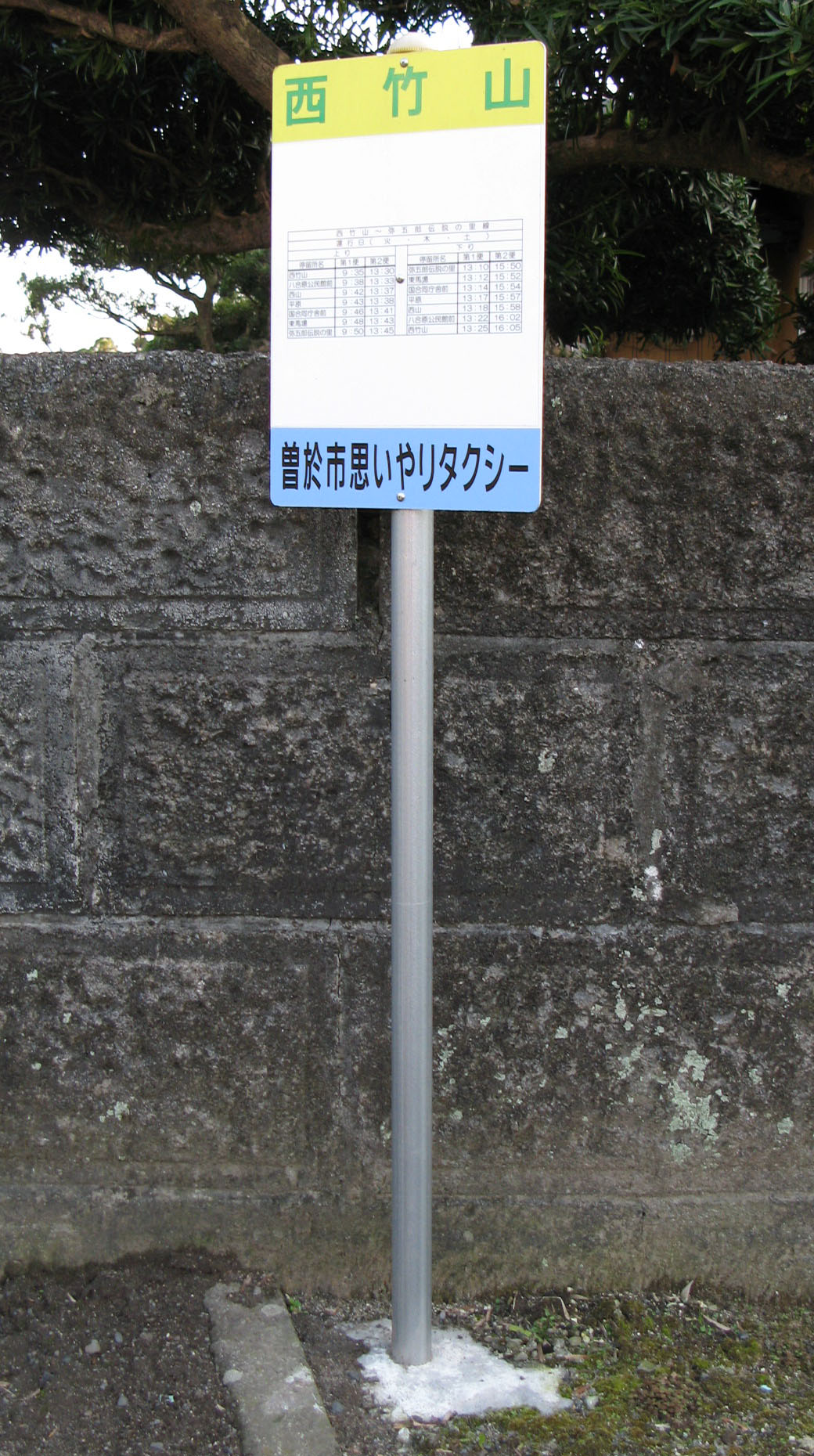
思いやりタクシーの停留所
※この路線は現在運行されていない

## 概要
- 合併前の末吉町が運行していた「末吉町乗合タクシー」、及び財部町が運行していた「財部町ふれあいバス」を合併後の曽於市も継続して運行していたが、民間バス事業者のバス路線廃止を契機に[1]従来の路線を再編、同時にそれまで乗合タクシーが運行していなかった旧大隅町内も加えて運行開始した。
- 路線は、合併前の3地域（末吉地区、財部地区、大隅地区）に分かれて設定されている。
- 運行形態は、定時定路線である。
- 日曜日は運休。日曜日以外の祝祭日は運行される。
- 料金は、乗車1回200円均一、小学生以下の小児は100円。大人同伴の小児（6歳未満）は1人まで無料。路線を乗り継ぐ際は車内で乗換券を発行する。
  - 200円券11枚綴りの回数券（2,000円）を車内で発売している。
- 運行は、以下の事業者に委託されている。

末吉地区 - 末吉タクシー、大隅南海交通
財部地区 - 財部タクシー、宝タクシー、本村交通（大川原タクシー）
大隅地区 - 大保タクシー、中馬タクシー、大隅南海交通

## 沿革
- 1990年12月 - 末吉町乗合タクシー運行開始。[2]
- 2007年3月1日 - 曽於市思いやりタクシー運行開始。大隅地区も乗合タクシーの運行地域に。運行路線は大隅12路線、末吉・財部は各7路線。[1]
- 2007年4月1日 - 末吉地区を12路線に追加。[1]
- 2010年4月1日 - 時刻・経路等改正。
- 2014年6月1日 - 時刻・経路等改正。

## 路線
各地区ごとの路線は、以下の通りである。　※2010年4月1日時点での情報

### 末吉地区
蓑原 - 交流センター前線
- 交流センター前 - 曽於市役所 - 鉄道記念館前 - 武田 - 国原 - 中崎 - 柳迫小前 - 鶴木 - 蓑原
  - 運行は大隅南海交通が担当。

外園 - 交流センター前線
- 交流センター前 - 曽於市役所 - 鉄道記念館前 - 前田 - 深川小前 - 種子田公民館 - 徳留 - 道の駅すえよし - 通山 - 外園前
  - 運行は大隅南海交通が担当。

棚木 - 交流センター前線
- 交流センター前 - 曽於市役所 - 鉄道記念館前 - 諏訪小前 - 胡摩 - 和田 - 道の駅すえよし - 田方 - 五位塚 - 光神小入口 - 棚木
  - 運行は大隅南海交通が担当。

大隅支所 - 交流センター前線
- 交流センター前 - 曽於市役所 - 鉄道記念館前 - 新高松 - 福留 - 丸山上研修センター - 岩南小前 - 大隅支所
  - 運行は大隅南海交通が担当。

久保公民館 - 交流センター前線
- 交流センター前 - 曽於市役所 - 鉄道記念館前 - 緩毛原公民館 - 橋野旧小迫薬局前 - 広底旧小迫商店前 - 檍小前 - 久保公民館
  - 運行は末吉タクシーが担当。

市吉 - 交流センター前線
- 交流センター前 - 曽於市役所 - 鉄道記念館前 - 中原 - 白毛公民館 - 入佐 - 市吉
  - 運行は末吉タクシーが担当。

笠木 - 交流センター前線
- 交流センター前 - 曽於市役所 - 鉄道記念館前 - 六町上馬頭観音 - 養魚場入口 - 馬渡 - 笠木コミュニティセンター
  - 月曜・水曜・金曜のみの運行。
  - 運行は末吉タクシーが担当。

大沢津 - 交流センター前線
- 交流センター前 - 曽於市役所 - 鉄道記念館前 - 六町上馬頭観音 - 養魚場入口 - 池山下記念碑 - 大沢津 - 前田橋
  - 火曜・木曜・土曜のみの運行。
  - 運行は末吉タクシーが担当。

南之郷線
- 鉄道記念館前 - 本町 - 交流センター前 - 見帰 - 坂元 - （坂元中原 - ）仮屋 - 山下 - 上高岡 - （平沢津 - ）高岡口 - 新田山
- 鉄道記念館前 - 本町 - 交流センター前 - 見帰 - 原村 - 坂元口 - 仮屋 - 山下 - 石之脇公民館前／屋敷寺
  - 坂元中原、平沢津は第2・4火曜のみ経由。石之脇公民館前は月曜・水曜・金曜のみ、屋敷寺は火曜・木曜・土曜のみ経由。
  - 運行は末吉タクシーが担当。

### 財部地区
北校区(1)コース
- たからべ温泉 - 財部支所 - 財部駅 - 十文字公民館 - 正部公民館 - 谷ヶ峯 - 高塚公民館 - 大川原駅 - 赤坂
  - 月曜・水曜・金曜のみの運行。
  - 運行は財部タクシーが担当。

北校区(2)コース
- たからべ温泉 - 財部支所 - 財部駅 - 閉山田 - 平野 - 正部公民館 - 徳石建設前 - 大川原駅 - 水ノ久保公民館 - 上大峯公民館 - 粟谷 - 大良公民館
  - 火曜・木曜・土曜のみの運行。
  - 運行は財部タクシーが担当。

南校区(1)コース
- たからべ温泉 - 財部支所 - 財部駅 - 道の駅すえよし - 馬立 - 通山公民館 - 棚木 - 柴立 - 上村公民館 - 炭山谷 - 大迫
  - 月曜・水曜・金曜のみの運行。
  - 運行は宝タクシーが担当。

南校区(2)コース
- たからべ温泉 - 財部支所 - 財部駅 - 板越 - 荒川内公民館 - 柿木公民館 - 馬立 - 小土野 - 須賀
  - 火曜・木曜・土曜のみの運行。
  - 運行は宝タクシーが担当。

中谷校区コース
- たからべ温泉 - 財部支所 - 財部駅 - 閉山田 - 谷川内 - 浦興禅寺 - 中谷 - 大石 - 堤公民館 - 踊橋
  - 月曜・水曜・金曜のみの運行。
  - 運行は本村交通が担当。

財部校区巡回コース
- 財部支所 - たからべ温泉 - 蓑原公民館 - 七村 - 田代 - 門前 - 財部駅 - 財部支所 - たからべ温泉
  - 火曜・木曜・土曜のみの運行。
  - 運行は本村交通が担当。

財部支所周回コース
- 財部支所 - たからべ温泉 - 川内公民館 - 宇都公民館 - 田平ウッドタウン - 正ヶ峯公民館 - 中須 - 阿邪里（高校下） - 財部支所 - 財部駅 - 鳥越 - 西村公民館 - 高山公民館 - たからべ温泉 - 財部支所
  - 運行は財部タクシー、宝タクシー、及び本村交通が担当。

### 大隅地区
上須田木 - 中大谷 - 弥五郎伝説の里線
- 弥五郎伝説の里 - 大隅支所 - 岩川交番前 - 別府入口 - 葛原 - 恒吉小前 - 麓 - 上長江 - 上須田木
  - 月曜・水曜・金曜のみの運行。
  - 運行は中馬タクシーが担当。

清津野 - 神牟礼 - 弥五郎伝説の里線
- 弥五郎伝説の里 - 大隅支所 - 河原 - 久木山 - 大路 - 神牟礼 - 川路山 - 清津野
  - 月曜・水曜・金曜のみの運行。
  - 運行は大隅南海交通が担当。

荒谷 - 飯田 - 弥五郎伝説の里線
- 弥五郎伝説の里 - 大隅支所 - 岩川交番前 - 別府入口 - 飯田 - 小松 - 小山 - 荒谷
  - 月曜・水曜・金曜のみの運行。
  - 運行は大隅南海交通が担当。

大迫 - 伊屋松 - 弥五郎伝説の里線
- 弥五郎伝説の里 - 大隅支所 - 岩川交番前 - 牧原 - 伊屋松 - 三方境 - 新留 - 大迫
  - 月曜・水曜・金曜のみの運行。
  - 運行は大保タクシーが担当。

立馬 - 梶ヶ野 - 弥五郎伝説の里線
- 弥五郎伝説の里 - 大隅支所 - 新城 - 牧 - 市吉 - 梶ヶ野 - 立馬
  - 火曜・木曜・土曜のみの運行。
  - 運行は中馬タクシーが担当。

青松段 - 下岡 - 弥五郎伝説の里線
- 弥五郎伝説の里 - 大隅支所 - 岩川交番前 - 牧原 - 下岡 - 川久保 - 青松段
  - 火曜・木曜・土曜のみの運行。
  - 運行は中馬タクシーが担当。

上坂元 - 菅牟田 - 弥五郎伝説の里線
- 弥五郎伝説の里 - 大隅支所 - 河原 - 菅牟田 - 下飛佐 - 坂元榎木段 - 立馬 - 上坂元
  - 火曜・木曜・土曜のみの運行。
  - 運行は大隅南海交通が担当。

大川原 - 久木山 - 弥五郎伝説の里線
- 弥五郎伝説の里 - 大隅支所 - 河原 - 久木山 - 沖上 - 柳原 - 大川原
  - 火曜・木曜・土曜のみの運行。
  - 運行は大保タクシーが担当。

縄瀬 - 広津田 - 弥五郎伝説の里線
- 弥五郎伝説の里 - 大隅支所 - 岩川交番前 - 中央家畜市場前 - 広津田 - 岩元 - 久保崎 - 縄瀬
  - 火曜・木曜・土曜のみの運行。
  - 運行は大保タクシーが担当。

八合原周回コース
- 弥五郎伝説の里 - 昭南病院前 - 津曲病院前 - くらし館前 - 平原 - 大隅支所 - 岩川高校下 - 弥五郎伝説の里
  - 循環路線で、右回り、左回り双方の便がある。
  - 運行は大保タクシー、及び大隅南海交通が担当。

## 車両
- 各地区とも10人乗りジャンボタクシー（トヨタ・ハイエース）を使用している。

曽於市思いやりタクシーの車両
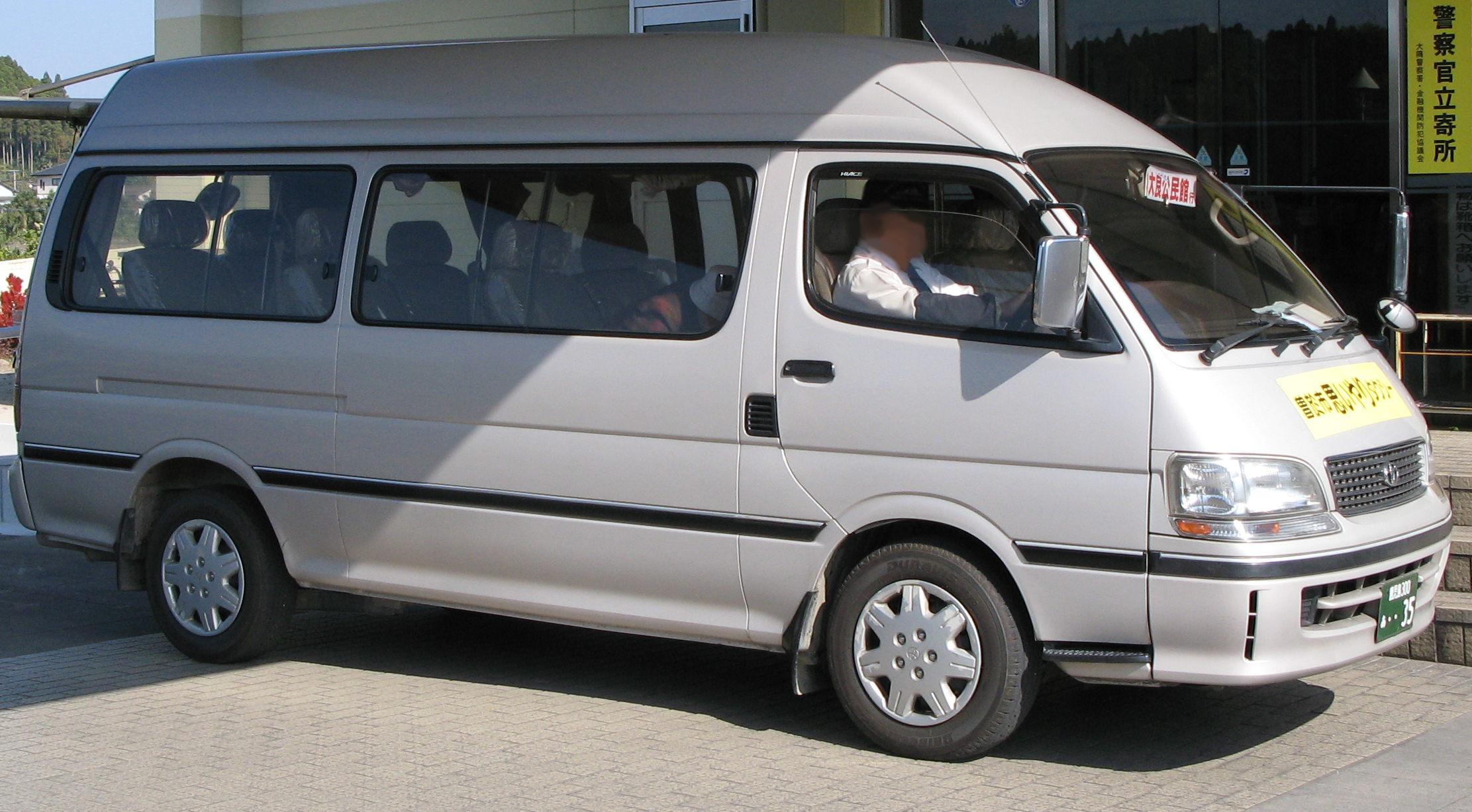
財部タクシー（財部地区）の車両
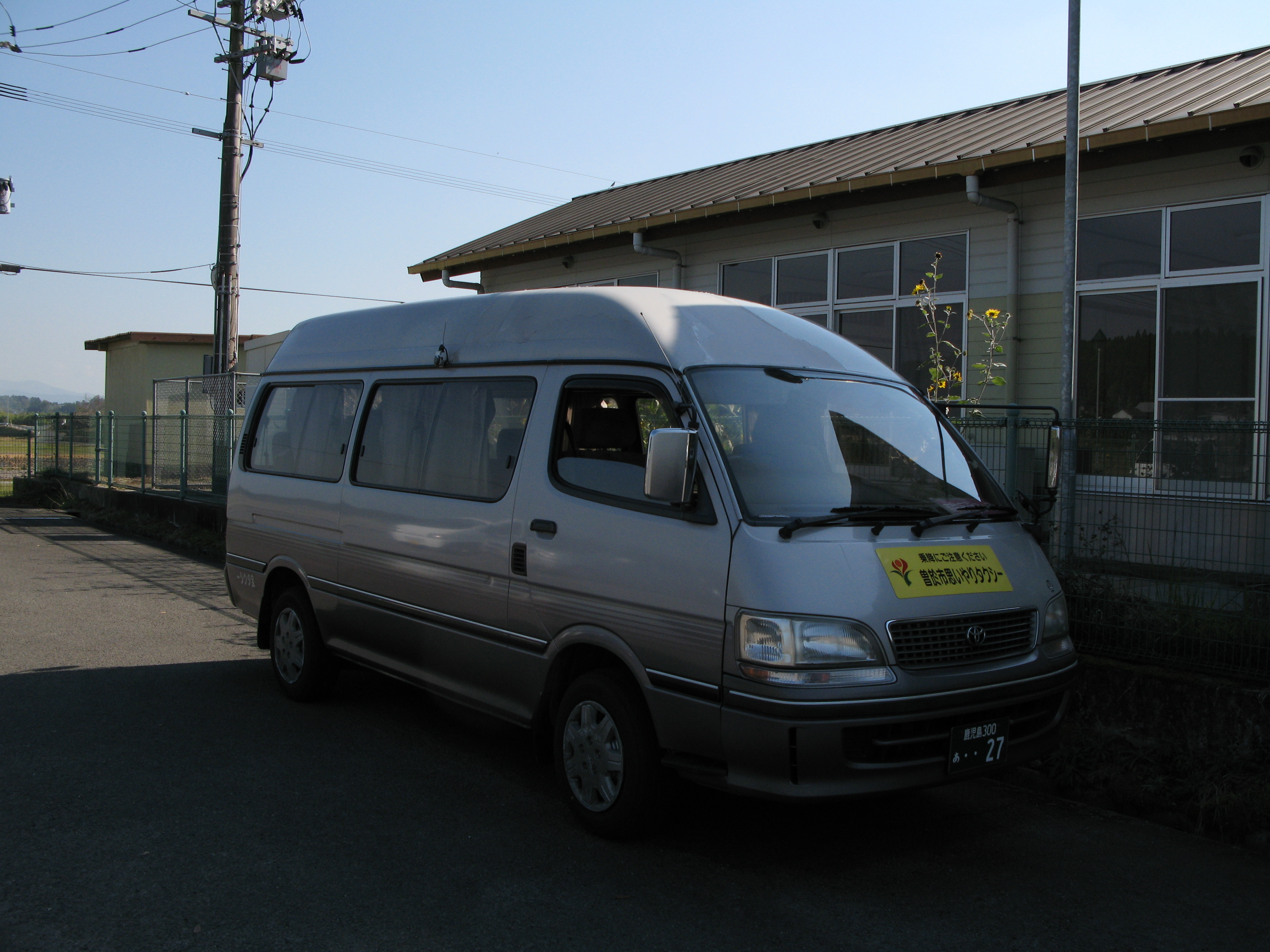
宝タクシー（財部地区）の車両
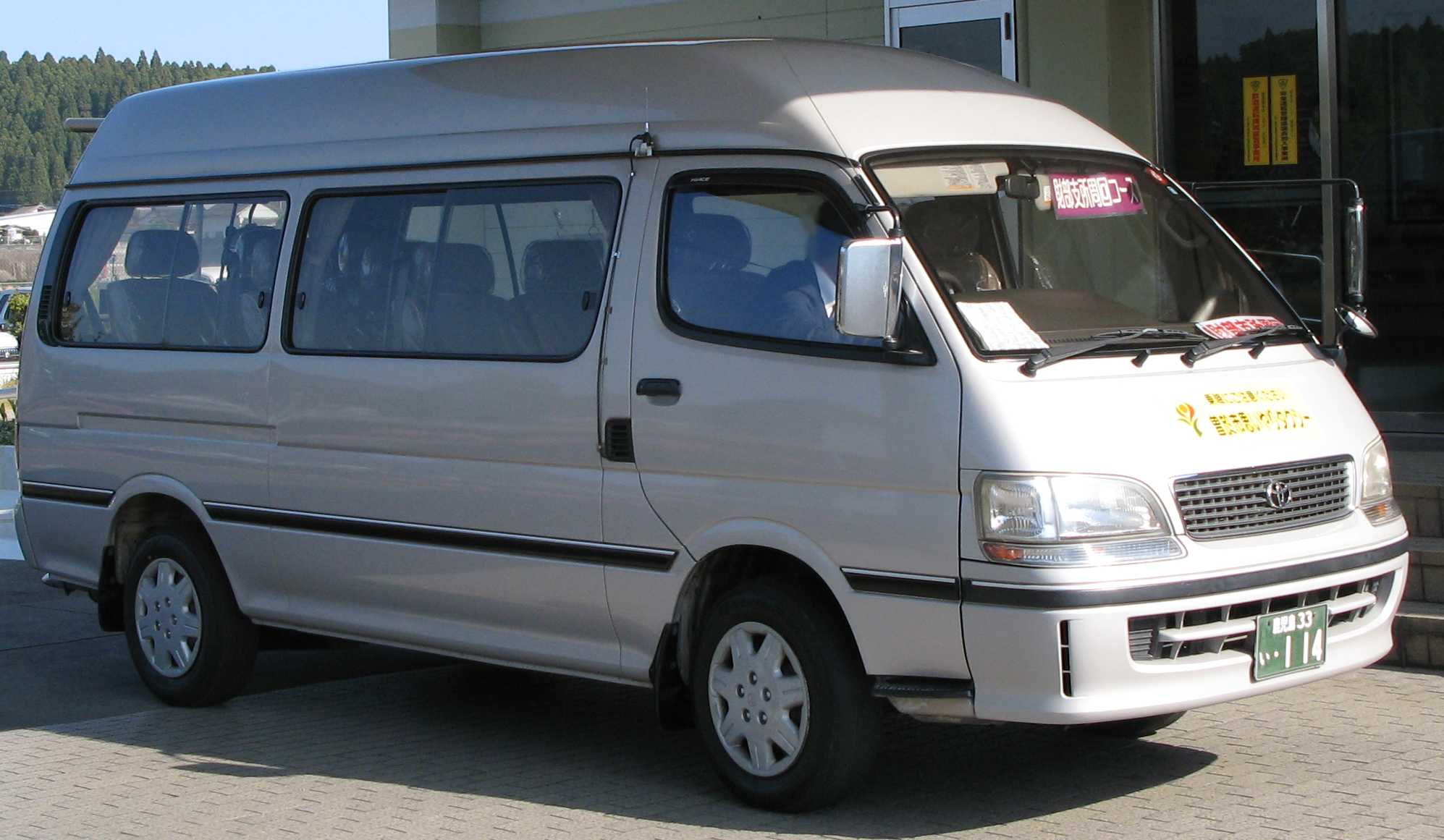
本村交通（財部地区）の車両
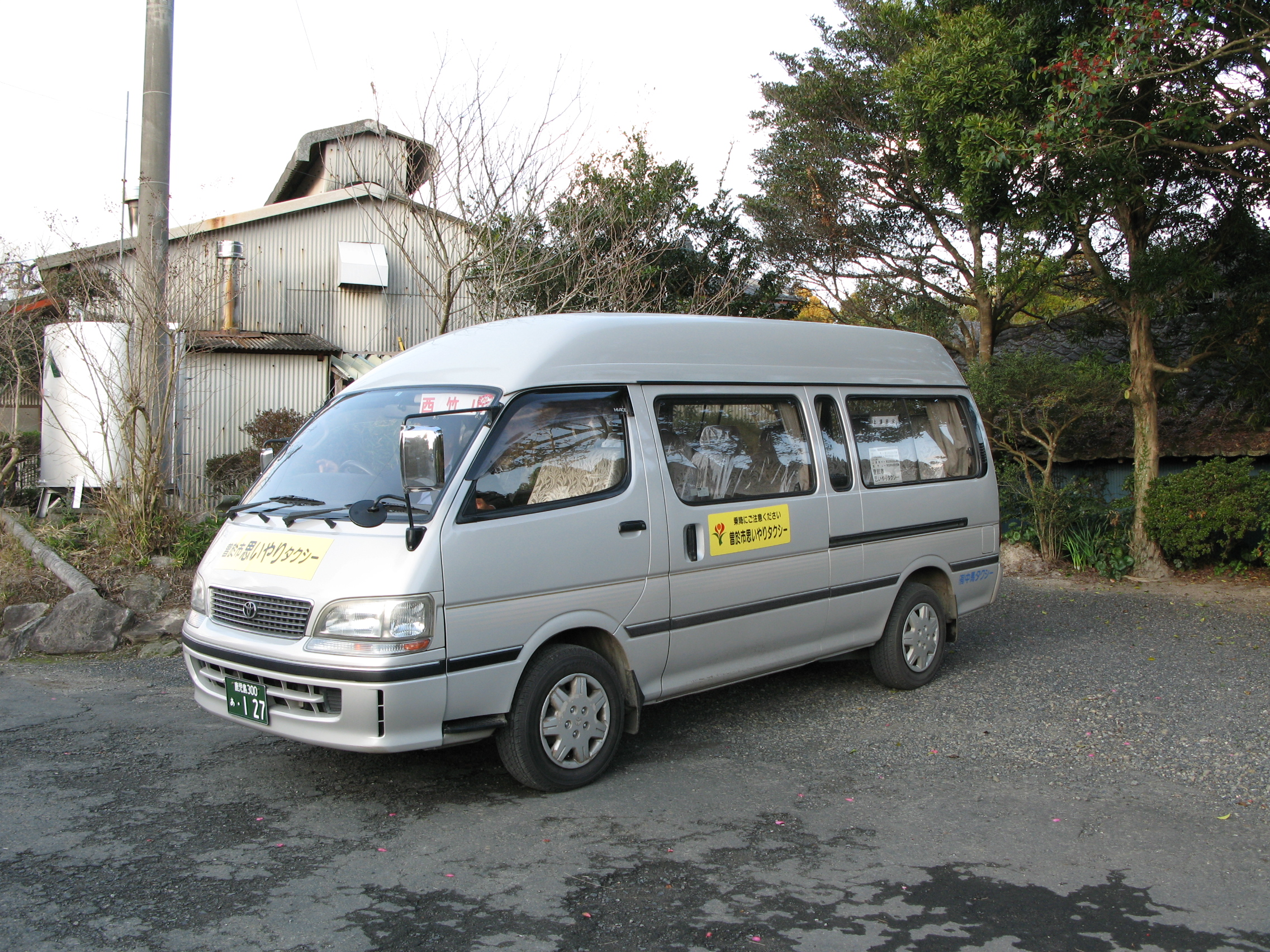
中馬タクシー（大隅地区）の車両
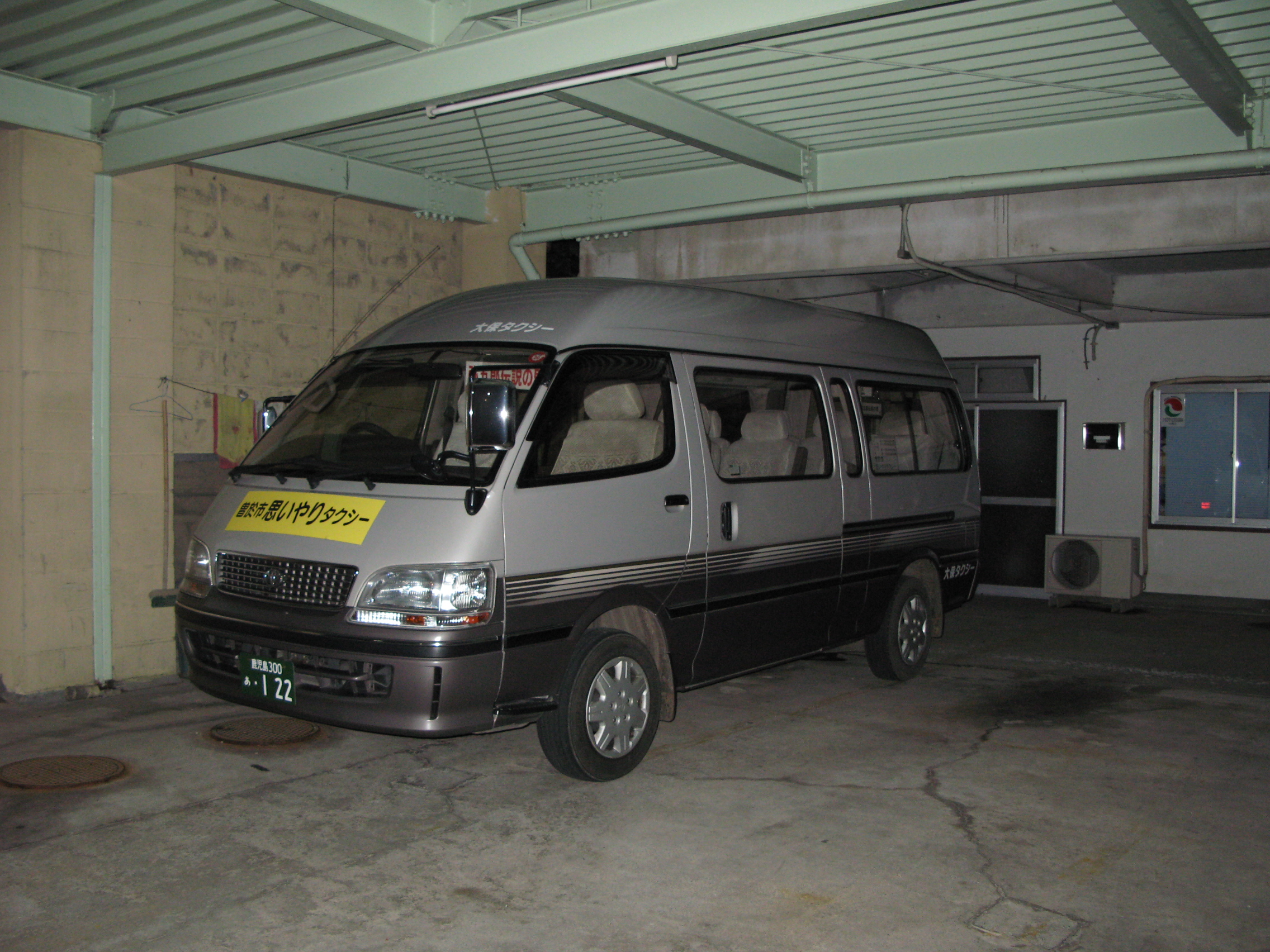
大保タクシー（大隅地区）の車両

## 特記事項
曽於市思いやりタクシーの運行開始まで運行されていた、「末吉町乗合タクシー」、及び「財部町ふれあいバス」について以下に述べる。

### 末吉町乗合タクシー

#### 概要
- バス路線の廃止地域やそれと同様に公共交通機関がない地域の、交通弱者の交通手段を確保するため運行開始した。
- 料金は1回300円（小学生以下150円）。但し交流センター - 末吉町中心街間は1回130円（小学生以下70円）。
- 運行は、末吉タクシー、及び大隅タクシー（のち大隅鹿児島交通タクシーに変更）に委託されていた。

#### 路線
メセナ住吉交流センターを起点として、以下7路線が運行されていた。　※全停留所記載
交流センター前 - 前田橋線
- 交流センター前 - 町民プール前 - 末吉町役場 - 福祉センター - 鉄道記念館前 - 本町 - 高校下 - 新高松 - 福留選果場前 - 福留 - 有持 - 丸山下 - 丸山三文字 - 大沢津原入口 - 池之原入口 - 岩南小前 - 前田橋

末吉町乗合タクシーの車両
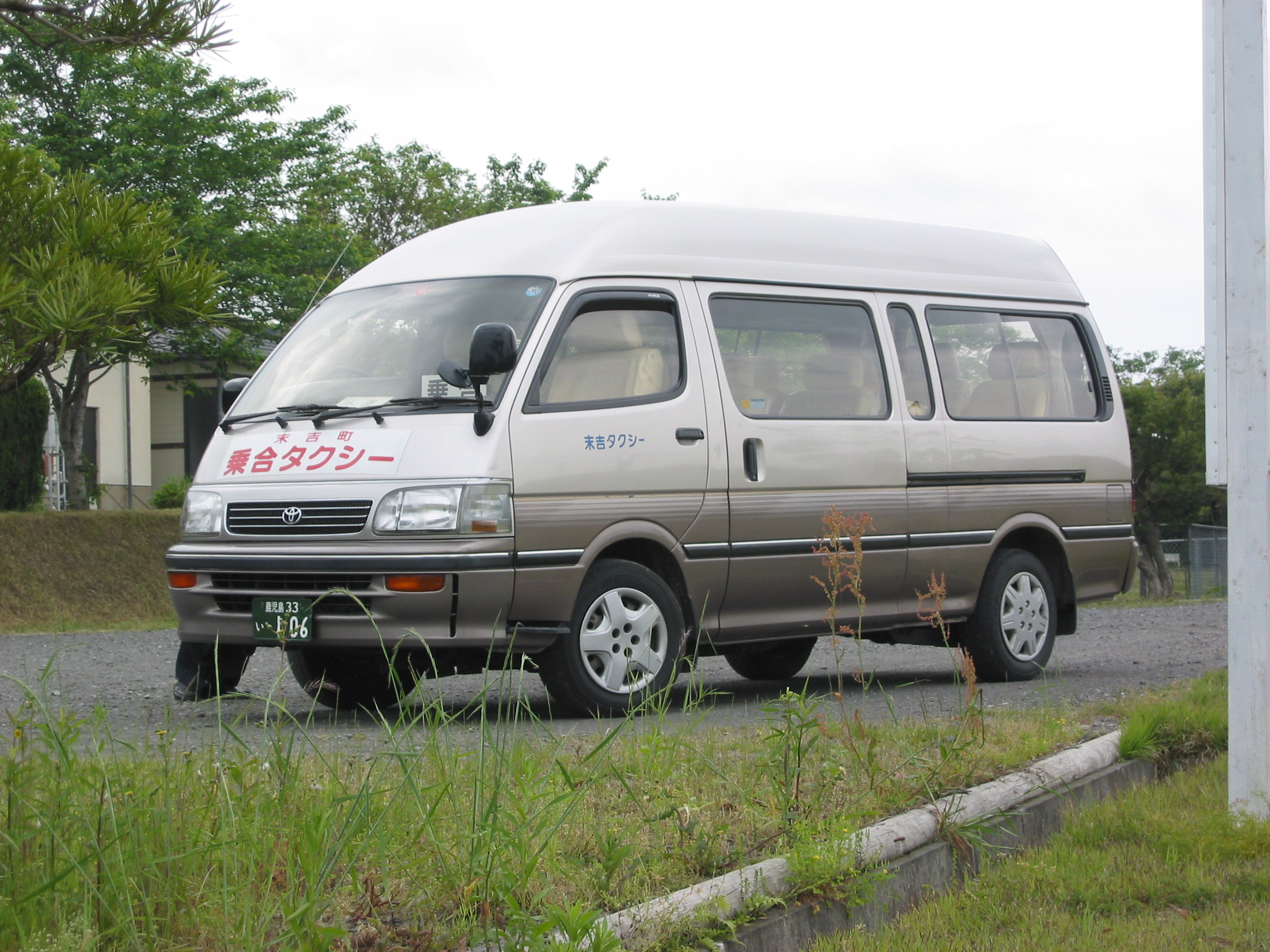
末吉タクシーの車両
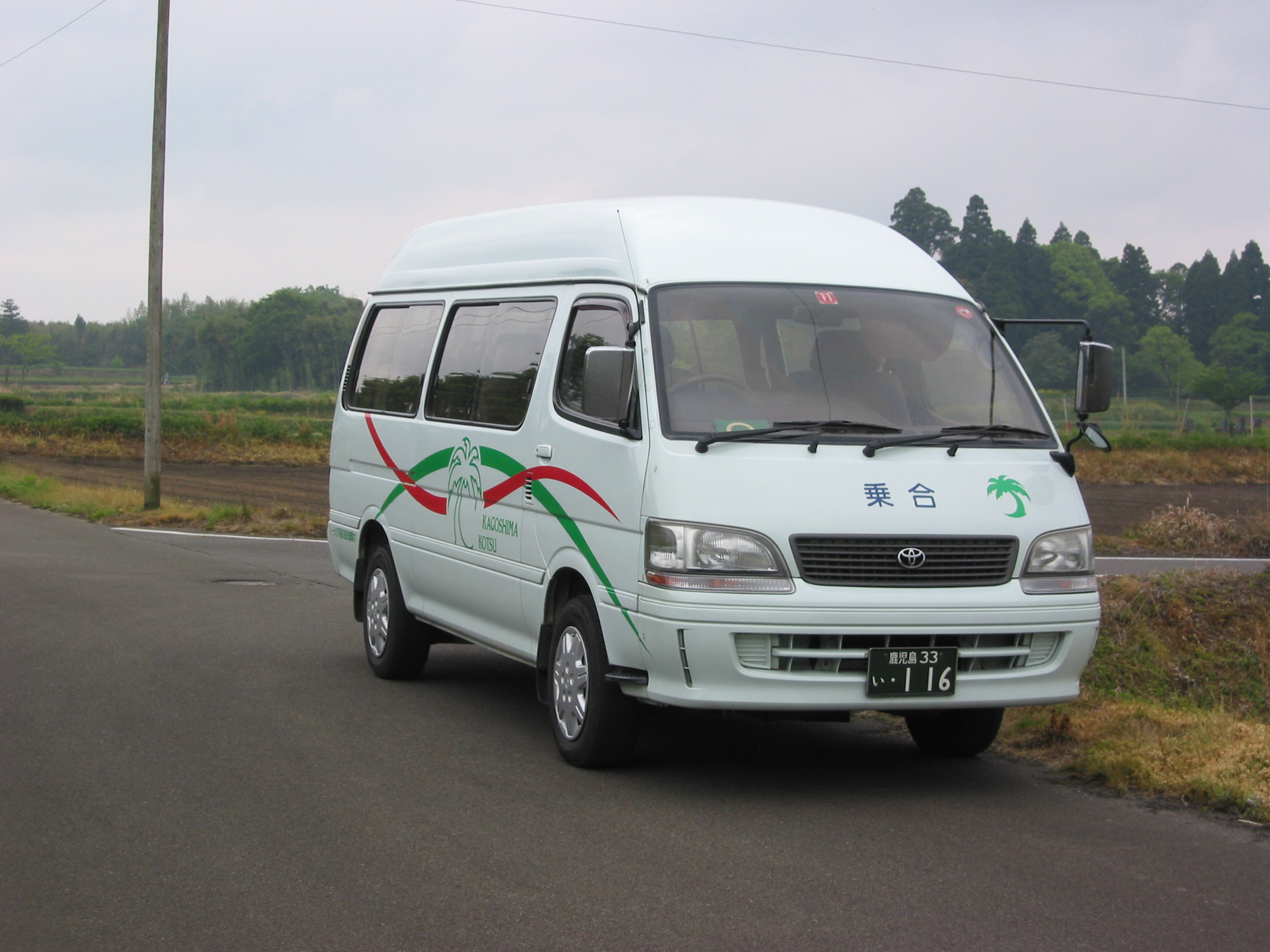
大隅鹿児島交通タクシーの車両

交流センター前 - 棚木線
- 交流センター前 - 町民プール前 - 末吉町役場 - 仲町 - 本町 - 鉄道記念館前 - 福祉センター - 中原 - 諏訪小前 - 蔵之町研修センター前 - 諏訪神社下 - 猪之川内入口 - 胡摩 - 和田 - 和田公民館 - 広域農道入口 - 吉本商店前 - 田方 - 田方上 - 五位塚 - 椿 - 口弁木 - 関山 - 光神小入口 - 農協支所前 - 棚木中央 - 棚木

交流センター前 - 蓑原線
- 交流センター前 - 町民プール前 - 末吉町役場 - 仲町 - 本町 - 鉄道記念館前 - 福祉センター - 南畜前 - 木原商店前 - 深川西前 - 深川東 - 武田 - 宇都之上 - 国原中央 - 国原 - 上後迫 - 後迫 - 中崎 - 上中崎 - Aコープ深川店前 - 柳迫小前 - 鶴木 - 丸山モータース前 - 柳井谷 - 蓑原

交流センター前 - 外園中線
- 交流センター前 - 町民プール前 - 末吉町役場 - 仲町 - 本町 - 鉄道記念館前 - 福祉センター - 南畜前 - 木原商店前 - 前田下 - 前田 - 前川内公民館 - 深川小前 - 種子田公民館 - 徳留三文字 - 徳留 - 小倉上 - 小倉 - 坂下入口 - 畩ヶ山 - 通山 - 通山農協支所前 - 外園中

交流センター前 - 久保公民館線
- 交流センター前 - 町民プール前 - 末吉町役場 - 仲町 - 本町 - 鉄道記念館前 - 自動車学校前 - 緩毛原公民館 - 緩毛原入口 - 東部公民館 - 橋野小迫薬局前 - 広底旧小迫商店前 - 三枝（記念碑） - 中園公民館 - 檍小前 - 久保公民館

交流センター前 - 飯塚記念碑線
- 交流センター前 - 町民プール前 - 末吉町役場 - 仲町 - 本町 - 鉄道記念館前 - 福祉センター - 文化センター - 宮崎商店 - 六町山之内商店跡 - 六町上馬頭観音 - 西高松JA入口 - 上高松信号 - 養魚場入口 - 栫井上入口 - 飯塚記念碑

交流センター前 - 入佐線
- 交流センター前 - 町民プール前 - 末吉町役場 - 仲町 - 本町 - 鉄道記念館前 - 福祉センター - 中原 - 雪印乳業販売店前 - 白毛公民館 - 郷原入口 - 山元製茶前 - 入佐西 - 入佐

- 末吉町乗合タクシーの車両
- 末吉タクシーの車両
- 大隅鹿児島交通タクシーの車両

### 財部町ふれあいバス

#### 概要
- 公共交通機関が無い地域の高齢者等の交通手段を確保するため、運行開始した。
- 料金は無料だった。
- 運行は、財部タクシー、宝タクシー、及び大川原タクシーに委託されていた。

#### 路線
たからべ温泉を起点として、以下7路線が運行されていた。
- 踊橋
- 財部校区巡回
- 役場周回
- 通山公民館
- 須賀
- 大良公民館
- 赤坂